# Валуны и дуб
«Валуны и дуб» (фр. Les rochers avec chêne, англ. Rocks with Oak Tree или The Rocks) — картина нидерландского художника Винсента ван Гога (Vincent van Gogh, 1853—1890), написанная в Арле в июле 1888 года. Картина находится в основной экспозиции Хьюстонского музея изящных искусств, в разделе европейского искусства. Она является одним из самых известных экспонатов музея.

## История и описание
Картина «Валуны и дуб» была написана летом 1888 года, когда Винсент ван Гог жил в городке Арль, находящемся на юге Франции. Арльский период считается наиболее плодотворным периодом творческой биографии художника. Пейзаж, изображённый на картине, находился в гористой местности Монмажур (фр. Montmajour или Mont Majour), расположенной в нескольких километрах к северу от Арля. К тому же периоду относится серия набросков видов Монмажура, хранящаяся в Музее Винсента ван Гога в Амстердаме.
Картина «Валуны и дуб» написана Винсентом ван Гогом в присущей ему энергичной манере письма, крупными мазками непромешанных красок, и тем самым хорошо передаёт его восприятие дикой природы. Картина настолько понравилась Тео ван Гогу (брату художника), что он повесил её рядом с картиной «Сеятель» — признанным шедевром художника.